# Katepu Sieni
Katepu Sieni (11 mei 1988) is een Tuvaluaans voetballer die uitkomt voor Tofaga.
Katepu is de tweede doelman van het Tuvaluaans voetbalelftal en deed in 2011 mee bij de Pacific Games 2011. Hij speelde al 16 wedstrijden voor Tuvalu.

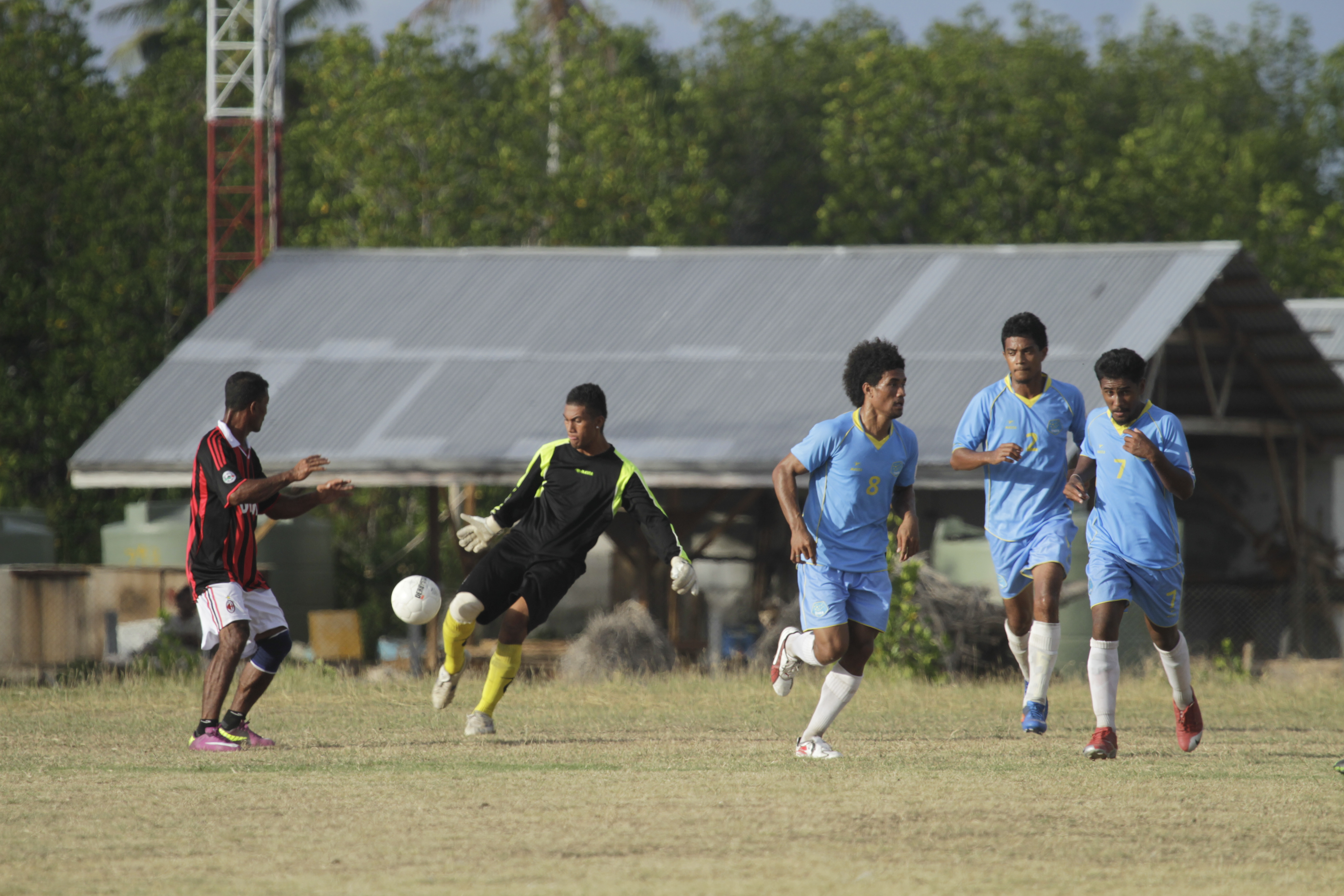
Katepu in actie

1 Sieni ·
2 Pokia ·
3 Tofuola ·
4 Timuani ·
5 Takataka ·
6 Penisula ·
7 Liva ·
8 Tinilau ·
9 Tiute ·
10 Lepaio ·
11 Panapa ·
12 Petoa ·
13 Stanley ·
14 Sogivalu ·
15 Ofati ·
16 Selau ·
17 Ale ·
18 Petaia ·
19 Lima'alofa ·
20 Okelani ·
24 Tapasei ·
Coach: De Haan